# Europees kampioenschap waterpolo vrouwen 2024
Het 20e Europees kampioenschap waterpolo voor vrouwen vond plaats van 5 januari tot en met 13 januari 2024 in het Pieter van den Hoogenband Zwemstadion in Eindhoven, Nederland. Het toernooi was aanvankelijk aan Israël toegewezen, maar na het uitbreken van de oorlog tussen Israël en Hamas besloot de Europese zwembond European Aquatics uit te wijken naar Eindhoven.
Voor het eerst deden er zestien landenteams mee. Nederland won het toernooi door titelverdediger Spanje in de finale te verslaan. De derde plaats ging naar Griekenland, dat Italië in de strijd om de bronzen medaille versloeg. De winnaar kwalificeerde zich voor de  Olympische Spelen 2024 in Parijs. Omdat Nederland en Spanje al waren geplaatst voor dat toernooi, kwalificeerde nummer drie, Griekenland, zich voor de Olympische Spelen. 

## Format
Op 31 maart 2023 maakte European Aquatics een nieuw format voor het Europees kampioenschap bekend. Vanaf 2024 doen niet twaalf, maar zestien landenteams mee aan het toernooi. De teams worden in twee divisies ingedeeld op basis van de vorige editie van het kampioenschap en de kwalificatiewedstrijden. De beste acht teams van het vorige kampioenschap vormen 'divisie 1' en de overige teams 'divisie 2'. De teams in beide divisies worden verdeeld over twee groepen van vier. De beste twee teams van elke groep in divisie 1 plaatsen zich direct voor de kwartfinales. De overige teams van divisie 1 spelen een play-offwedstrijd tegen de beste twee teams van beide groepen in divisie 2 om te bepalen wie van hen doorgaan naar de kwartfinales. Vanaf de kwartfinales wordt middels een knock-outsysteem de winnaar bepaald.

## Gekwalificeerde teams
Het toernooi telde zestien deelnemende landenteams die zich als volgt hebben geplaatst:
- Het gastland Israël
- De beste zeven teams van het Europees kampioenschap 2022
- Acht teams die zich plaatsten via de Europese kwalificatietoernooien

| Competitie                      | Data                          | Locatie          | Aantal plaatsen | Gekwalificeerd                                                                     |
| ------------------------------- | ----------------------------- | ---------------- | --------------- | ---------------------------------------------------------------------------------- |
| Gastland                        | 13 mei 2022                   | –                | 1               | Israël                                                                             |
| Europees kampioenschap 2022     | 29 augustus–10 september 2022 | Split            | 7               | Spanje Griekenland Italië Nederland Hongarije Frankrijk Kroatië                    |
| Europese kwalificatietoernooien | 23 – 25 juni 2023             | diverse plaatsen | 8               | Slowakije Roemenië Servië Verenigd Koninkrijk Bulgarije Turkije Tsjechië Duitsland |

## Groepsfase
Alle tijden zijn lokaal (UTC+1)

### Divisie 1

#### Groep A
| Pos | Team        | Wed | W | WNS | VNS | V | GV | GT | GS  | Ptn | Kwalificatie |
| --- | ----------- | --- | - | --- | --- | - | -- | -- | --- | --- | ------------ |
| 1   | Nederland   | 3   | 3 | 0   | 0   | 0 | 53 | 27 | +26 | 9   | Kwartfinales |
| 2   | Griekenland | 3   | 2 | 0   | 0   | 1 | 49 | 35 | +14 | 6   | Kwartfinales |
| 3   | Hongarije   | 3   | 1 | 0   | 0   | 2 | 40 | 30 | +10 | 3   | Play-offs    |
| 4   | Kroatië     | 3   | 0 | 0   | 0   | 3 | 16 | 66 | −50 | 0   | Play-offs    |

| 5 januari 2024 19:00 | verslag | Nederland                              | 24–6  | Kroatië          | Pieter van den Hoogenband Zwemstadion, Eindhoven Scheidsrechters: Ivanka Raković Krstonošić (SRB),Anne Granding (FRA) |
| 5 januari 2024 19:00 | verslag | Scores in periodes: 5–2, 6–2, 7–1, 6–1 |       |                  | Pieter van den Hoogenband Zwemstadion, Eindhoven Scheidsrechters: Ivanka Raković Krstonošić (SRB),Anne Granding (FRA) |
| 5 januari 2024 19:00 | verslag | Keuning, Rogge 4                       | Goals | Brnetić, Butić 2 | Pieter van den Hoogenband Zwemstadion, Eindhoven Scheidsrechters: Ivanka Raković Krstonošić (SRB),Anne Granding (FRA) |

| 5 januari 2024 20:30 | verslag | Hongarije                              | 12–14 | Griekenland    | Pieter van den Hoogenband Zwemstadion, Eindhoven Scheidsrechters: Alessia Ferrari (ITA), Juan Carlos Colominas (ESP) |
| 5 januari 2024 20:30 | verslag | Scores in periodes: 4–4, 2–2, 4–3, 2–5 |       |                | Pieter van den Hoogenband Zwemstadion, Eindhoven Scheidsrechters: Alessia Ferrari (ITA), Juan Carlos Colominas (ESP) |
| 5 januari 2024 20:30 | verslag | drie spelers 3                         | Goals | Giannopoulou 4 | Pieter van den Hoogenband Zwemstadion, Eindhoven Scheidsrechters: Alessia Ferrari (ITA), Juan Carlos Colominas (ESP) |

| 6 januari 2024 16:00 | verslag | Griekenland                            | 25–8  | Kroatië          | Pieter van den Hoogenband Zwemstadion, Eindhoven Scheidsrechters: Radoslaw Koryzna (POL), Gerasimov Maxim (GBR) |
| 6 januari 2024 16:00 | verslag | Scores in periodes: 5–4, 7–1, 6–1, 7–2 |       |                  | Pieter van den Hoogenband Zwemstadion, Eindhoven Scheidsrechters: Radoslaw Koryzna (POL), Gerasimov Maxim (GBR) |
| 6 januari 2024 16:00 | verslag | Xenaki, Elliniadi 5                    | Goals | Glas, Janković 2 | Pieter van den Hoogenband Zwemstadion, Eindhoven Scheidsrechters: Radoslaw Koryzna (POL), Gerasimov Maxim (GBR) |

| 6 januari 2024 19:00 | verslag | Nederland                              | 14–11 | Hongarije           | Pieter van den Hoogenband Zwemstadion, Eindhoven Scheidsrechters: Matan Schwartz (ISR), Philip Uhlig (GER) |
| 6 januari 2024 19:00 | verslag | Scores in periodes: 4–1, 1–3, 5–4, 4–3 |       |                     | Pieter van den Hoogenband Zwemstadion, Eindhoven Scheidsrechters: Matan Schwartz (ISR), Philip Uhlig (GER) |
| 6 januari 2024 19:00 | verslag | Rogge 4                                | Goals | Garda, Keszthelyi 3 | Pieter van den Hoogenband Zwemstadion, Eindhoven Scheidsrechters: Matan Schwartz (ISR), Philip Uhlig (GER) |

| 7 januari 2024 18:30 | verslag | Nederland                              | 15–10 | Griekenland   | Pieter van den Hoogenband Zwemstadion, Eindhoven Scheidsrechters: Radoslaw Koryzna (POL), Matan Schwartz (ISR) |
| 7 januari 2024 18:30 | verslag | Scores in periodes: 4–3, 5–1, 2–3, 4–3 |       |               | Pieter van den Hoogenband Zwemstadion, Eindhoven Scheidsrechters: Radoslaw Koryzna (POL), Matan Schwartz (ISR) |
| 7 januari 2024 18:30 | verslag | Van de Kraats 5                        | Goals | drie spelers2 | Pieter van den Hoogenband Zwemstadion, Eindhoven Scheidsrechters: Radoslaw Koryzna (POL), Matan Schwartz (ISR) |

| 7 januari 2024 20:00 | verslag | Hongarije                              | 17–2  | Kroatië           | Pieter van den Hoogenband Zwemstadion, Eindhoven Scheidsrechters: Martina Kuníková (SVK), Ivo Mareš (CZE) |
| 7 januari 2024 20:00 | verslag | Scores in periodes: 5–1, 6–0, 3–1, 3–0 |       |                   | Pieter van den Hoogenband Zwemstadion, Eindhoven Scheidsrechters: Martina Kuníková (SVK), Ivo Mareš (CZE) |
| 7 januari 2024 20:00 | verslag | Garda, Leimeter 4                      | Goals | Janković, Rozić 1 | Pieter van den Hoogenband Zwemstadion, Eindhoven Scheidsrechters: Martina Kuníková (SVK), Ivo Mareš (CZE) |

#### Groep B
| Pos | Team      | Wed | W | WNS | VNS | V | GV | GT | GS  | Ptn | Kwalificatie |
| --- | --------- | --- | - | --- | --- | - | -- | -- | --- | --- | ------------ |
| 1   | Spanje    | 3   | 3 | 0   | 0   | 0 | 53 | 23 | +30 | 9   | Kwartfinales |
| 2   | Italië    | 3   | 2 | 0   | 0   | 1 | 40 | 31 | +9  | 6   | Kwartfinales |
| 3   | Frankrijk | 3   | 1 | 0   | 0   | 2 | 30 | 37 | −7  | 3   | Play-offs    |
| 4   | Israël    | 3   | 0 | 0   | 0   | 3 | 26 | 58 | −32 | 0   | Play-offs    |

| 5 januari 2024 15:00 | verslag | Israël                                 | 11–20 | Italië     | Pieter van den Hoogenband Zwemstadion, Eindhoven Scheidsrechters: Diana Dutilh (NED), Ivo Mares (CZE) |
| 5 januari 2024 15:00 | verslag | Scores in periodes: 2–6, 2–7, 2–4, 5–3 |       |            | Pieter van den Hoogenband Zwemstadion, Eindhoven Scheidsrechters: Diana Dutilh (NED), Ivo Mares (CZE) |
| 5 januari 2024 15:00 | verslag | Yaacobi 4                              | Goals | Palmieri 4 | Pieter van den Hoogenband Zwemstadion, Eindhoven Scheidsrechters: Diana Dutilh (NED), Ivo Mares (CZE) |

| 5 januari 2024 16:30 | verslag | Spanje                                 | 17–8  | Frankrijk | Pieter van den Hoogenband Zwemstadion, Eindhoven Scheidsrechters: Radoslaw Koryzna (POL), Philip Uhlig (GER) |
| 5 januari 2024 16:30 | verslag | Scores in periodes: 4–1, 4–2, 4–3, 5–2 |       |           | Pieter van den Hoogenband Zwemstadion, Eindhoven Scheidsrechters: Radoslaw Koryzna (POL), Philip Uhlig (GER) |
| 5 januari 2024 16:30 | verslag | Crespí Barriga 3                       | Goals | Hertzka 3 | Pieter van den Hoogenband Zwemstadion, Eindhoven Scheidsrechters: Radoslaw Koryzna (POL), Philip Uhlig (GER) |

| 6 januari 2024 17:30 | verslag | Italië                                 | 12–6  | Frankrijk      | Pieter van den Hoogenband Zwemstadion, Eindhoven Scheidsrechters: Maria Daskalopoulou (GRE), Nóra Debreceni (HUN) |
| 6 januari 2024 17:30 | verslag | Scores in periodes: 4–0, 2–3, 4–1, 2–2 |       |                | Pieter van den Hoogenband Zwemstadion, Eindhoven Scheidsrechters: Maria Daskalopoulou (GRE), Nóra Debreceni (HUN) |
| 6 januari 2024 17:30 | verslag | Bianconi 3                             | Goals | Bouloukbachi 3 | Pieter van den Hoogenband Zwemstadion, Eindhoven Scheidsrechters: Maria Daskalopoulou (GRE), Nóra Debreceni (HUN) |

| 6 januari 2024 20:30 | verslag | Spanje                                 | 22–7  | Israël    | Pieter van den Hoogenband Zwemstadion, Eindhoven Scheidsrechters: Ivanka Raković (SRB), Sara Kontek (CRO) |
| 6 januari 2024 20:30 | verslag | Scores in periodes: 5–2, 5–3, 8–2, 4–0 |       |           | Pieter van den Hoogenband Zwemstadion, Eindhoven Scheidsrechters: Ivanka Raković (SRB), Sara Kontek (CRO) |
| 6 januari 2024 20:30 | verslag | Ortiz 5                                | Goals | Yaacobi 5 | Pieter van den Hoogenband Zwemstadion, Eindhoven Scheidsrechters: Ivanka Raković (SRB), Sara Kontek (CRO) |

| 7 januari 2024 15:30 | verslag | Israël                                 | 8–16  | Frankrijk      | Pieter van den Hoogenband Zwemstadion, Eindhoven Scheidsrechters: Alessia Ferrari (ITA), Juan Carlos Colominas (ESP) |
| 7 januari 2024 15:30 | verslag | Scores in periodes: 3–4, 2–5, 1–3, 2–4 |       |                | Pieter van den Hoogenband Zwemstadion, Eindhoven Scheidsrechters: Alessia Ferrari (ITA), Juan Carlos Colominas (ESP) |
| 7 januari 2024 15:30 | verslag | Yaacobi 2                              | Goals | drie spelers 3 | Pieter van den Hoogenband Zwemstadion, Eindhoven Scheidsrechters: Alessia Ferrari (ITA), Juan Carlos Colominas (ESP) |

| 7 januari 2024 17:00 | verslag | Spanje                                 | 14–8  | Italië     | Pieter van den Hoogenband Zwemstadion, Eindhoven Scheidsrechters: Diana Dutilh (NED), Maria Daskalopoulou (GRE) |
| 7 januari 2024 17:00 | verslag | Scores in periodes: 5–1, 3–3, 3–2, 3–2 |       |            | Pieter van den Hoogenband Zwemstadion, Eindhoven Scheidsrechters: Diana Dutilh (NED), Maria Daskalopoulou (GRE) |
| 7 januari 2024 17:00 | verslag | Forca 5                                | Goals | Giustini 3 | Pieter van den Hoogenband Zwemstadion, Eindhoven Scheidsrechters: Diana Dutilh (NED), Maria Daskalopoulou (GRE) |

### Divisie 2

#### Groep C
| Pos | Team     | Wed | W | WNS | VNS | V | GV | GT | GS  | Ptn | Kwalificatie          |
| --- | -------- | --- | - | --- | --- | - | -- | -- | --- | --- | --------------------- |
| 1   | Servië   | 3   | 3 | 0   | 0   | 0 | 43 | 14 | +29 | 9   | Play-offs             |
| 2   | Tsjechië | 3   | 2 | 0   | 0   | 1 | 27 | 36 | −9  | 6   | Play-offs             |
| 3   | Roemenië | 3   | 1 | 0   | 0   | 2 | 25 | 35 | −10 | 3   | Plaatsingswedstrijden |
| 4   | Turkije  | 3   | 0 | 0   | 0   | 3 | 22 | 32 | −10 | 0   | Plaatsingswedstrijden |

| 5 januari 2024 09:00 | verslag | Roemenië                               | 12–13 | Tsjechië | Pieter van den Hoogenband Zwemstadion, Eindhoven Scheidsrechters: Martina Kuníková (SVK), Vyacheslav Byelyevtsov (UKR) |
| 5 januari 2024 09:00 | verslag | Scores in periodes: 1–1, 4–1, 3–6, 4–5 |       |          | Pieter van den Hoogenband Zwemstadion, Eindhoven Scheidsrechters: Martina Kuníková (SVK), Vyacheslav Byelyevtsov (UKR) |
| 5 januari 2024 09:00 | verslag | Olteanu 7                              | Goals | Holá 4   | Pieter van den Hoogenband Zwemstadion, Eindhoven Scheidsrechters: Martina Kuníková (SVK), Vyacheslav Byelyevtsov (UKR) |

| 5 januari 2024 10:30 | verslag | Servië                                 | 13–6  | Turkije  | Pieter van den Hoogenband Zwemstadion, Eindhoven Scheidsrechters: Nóra Debreceni (HUN), Maxim Gerasimov (GBR) |
| 5 januari 2024 10:30 | verslag | Scores in periodes: 2–2, 2–1, 5–0, 4–3 |       |          | Pieter van den Hoogenband Zwemstadion, Eindhoven Scheidsrechters: Nóra Debreceni (HUN), Maxim Gerasimov (GBR) |
| 5 januari 2024 10:30 | verslag | Milićević 5                            | Goals | Buralı 2 | Pieter van den Hoogenband Zwemstadion, Eindhoven Scheidsrechters: Nóra Debreceni (HUN), Maxim Gerasimov (GBR) |

| 6 januari 2024 12:00 | verslag | Turkije                                | 9–10  | Tsjechië | Pieter van den Hoogenband Zwemstadion, Eindhoven Scheidsrechters: Juan Carlos Colominas Ezponda (ESP), Aleksandar Nestorov (BUL) |
| 6 januari 2024 12:00 | verslag | Scores in periodes: 2–4, 2–3, 1–2, 4–1 |       |          | Pieter van den Hoogenband Zwemstadion, Eindhoven Scheidsrechters: Juan Carlos Colominas Ezponda (ESP), Aleksandar Nestorov (BUL) |
| 6 januari 2024 12:00 | verslag | Kuş 5                                  | Goals | Holá 3   | Pieter van den Hoogenband Zwemstadion, Eindhoven Scheidsrechters: Juan Carlos Colominas Ezponda (ESP), Aleksandar Nestorov (BUL) |

| 6 januari 2024 13:30 | verslag | Roemenië                               | 4–15  | Servië      | Pieter van den Hoogenband Zwemstadion, Eindhoven Scheidsrechters: Diana Dutilh (NED), Anne Grandin (FRA) |
| 6 januari 2024 13:30 | verslag | Scores in periodes: 1–4, 1–4, 2–4, 0–3 |       |             | Pieter van den Hoogenband Zwemstadion, Eindhoven Scheidsrechters: Diana Dutilh (NED), Anne Grandin (FRA) |
| 6 januari 2024 13:30 | verslag | Melnychuk 3                            | Goals | Milićević 3 | Pieter van den Hoogenband Zwemstadion, Eindhoven Scheidsrechters: Diana Dutilh (NED), Anne Grandin (FRA) |

| 7 januari 2024 09:00 | verslag | Roemenië                               | 9–7   | Turkije | Pieter van den Hoogenband Zwemstadion, Eindhoven Scheidsrechters: Sara Kontek (CRO), Vyacheslav Byelyevtsov (UKR) |
| 7 januari 2024 09:00 | verslag | Scores in periodes: 4–2, 2–3, 3–2, 0–0 |       |         | Pieter van den Hoogenband Zwemstadion, Eindhoven Scheidsrechters: Sara Kontek (CRO), Vyacheslav Byelyevtsov (UKR) |
| 7 januari 2024 09:00 | verslag | Olteanu 4                              | Goals | Kuş 5   | Pieter van den Hoogenband Zwemstadion, Eindhoven Scheidsrechters: Sara Kontek (CRO), Vyacheslav Byelyevtsov (UKR) |

| 7 januari 2024 10:30 | verslag | Servië                                 | 15–4  | Tsjechië  | Pieter van den Hoogenband Zwemstadion, Eindhoven Scheidsrechters: Anne Grandin (FRA), Ioana Feica-Prodan (ROU) |
| 7 januari 2024 10:30 | verslag | Scores in periodes: 3–1, 4–0, 4–1, 4–2 |       |           | Pieter van den Hoogenband Zwemstadion, Eindhoven Scheidsrechters: Anne Grandin (FRA), Ioana Feica-Prodan (ROU) |
| 7 januari 2024 10:30 | verslag | Milićević 4                            | Goals | Hlavatá 3 | Pieter van den Hoogenband Zwemstadion, Eindhoven Scheidsrechters: Anne Grandin (FRA), Ioana Feica-Prodan (ROU) |

#### Groep D
| Pos | Team                | Wed | W | WNS | VNS | V | GV | GT | GS  | Ptn | Kwalificatie          |
| --- | ------------------- | --- | - | --- | --- | - | -- | -- | --- | --- | --------------------- |
| 1   | Verenigd Koninkrijk | 3   | 3 | 0   | 0   | 0 | 43 | 19 | +24 | 9   | Play-offs             |
| 2   | Duitsland           | 3   | 2 | 0   | 0   | 1 | 47 | 31 | +16 | 6   | Play-offs             |
| 3   | Slowakije           | 3   | 1 | 0   | 0   | 2 | 40 | 32 | +8  | 3   | Plaatsingswedstrijden |
| 4   | Bulgarije           | 3   | 0 | 0   | 0   | 3 | 23 | 71 | −48 | 0   | Plaatsingswedstrijden |

| 5 januari 2024 12:00 | verslag | Slowakije                              | 7–12  | Verenigd Koninkrijk | Pieter van den Hoogenband Zwemstadion, Eindhoven Scheidsrechters: Sara Kontek (CRO), Matan Schwartz (ISR) |
| 5 januari 2024 12:00 | verslag | Scores in periodes: 1–5, 0–3, 3–2, 3–2 |       |                     | Pieter van den Hoogenband Zwemstadion, Eindhoven Scheidsrechters: Sara Kontek (CRO), Matan Schwartz (ISR) |
| 5 januari 2024 12:00 | verslag | Mesterova 2                            | Goals | Rogers 3            | Pieter van den Hoogenband Zwemstadion, Eindhoven Scheidsrechters: Sara Kontek (CRO), Matan Schwartz (ISR) |

| 5 januari 2024 13:30 | verslag | Duitsland                               | 29–9  | Bulgarije | Pieter van den Hoogenband Zwemstadion, Eindhoven Scheidsrechters: Maria Daskalopoulou (GRE), İlkin Çakmakoğlu (TUR) |
| 5 januari 2024 13:30 | verslag | Scores in periodes: 10–2, 9–1, 5–3, 5–3 |       |           | Pieter van den Hoogenband Zwemstadion, Eindhoven Scheidsrechters: Maria Daskalopoulou (GRE), İlkin Çakmakoğlu (TUR) |
| 5 januari 2024 13:30 | verslag | Vosseberg 6                             | Goals | Gesheva 4 | Pieter van den Hoogenband Zwemstadion, Eindhoven Scheidsrechters: Maria Daskalopoulou (GRE), İlkin Çakmakoğlu (TUR) |

| 6 januari 2024 09:00 | verslag | Bulgarije                              | 6–19  | Verenigd Koninkrijk | Pieter van den Hoogenband Zwemstadion, Eindhoven Scheidsrechters: Ioana Feica-Prodan (ROU), Vyacheslav Byelyevtsov (UKR) |
| 6 januari 2024 09:00 | verslag | Scores in periodes: 1–5, 1–6, 2–3, 2–5 |       |                     | Pieter van den Hoogenband Zwemstadion, Eindhoven Scheidsrechters: Ioana Feica-Prodan (ROU), Vyacheslav Byelyevtsov (UKR) |
| 6 januari 2024 09:00 | verslag | Dimitrova 3                            | Goals | Falvey 5            | Pieter van den Hoogenband Zwemstadion, Eindhoven Scheidsrechters: Ioana Feica-Prodan (ROU), Vyacheslav Byelyevtsov (UKR) |

| 6 januari 2024 10:30 | verslag | Slowakije                              | 10–12 | Duitsland   | Pieter van den Hoogenband Zwemstadion, Eindhoven Scheidsrechters: Alessia Ferrari (ITA), İlkin Çakmakoğlu (TUR) |
| 6 januari 2024 10:30 | verslag | Scores in periodes: 3–2, 4–4, 1–4, 2–2 |       |             | Pieter van den Hoogenband Zwemstadion, Eindhoven Scheidsrechters: Alessia Ferrari (ITA), İlkin Çakmakoğlu (TUR) |
| 6 januari 2024 10:30 | verslag | Sedlaková 4                            | Goals | Vosseberg 4 | Pieter van den Hoogenband Zwemstadion, Eindhoven Scheidsrechters: Alessia Ferrari (ITA), İlkin Çakmakoğlu (TUR) |

| 7 januari 2024 12:00 | verslag | Slowakije                              | 23–8  | Bulgarije      | Pieter van den Hoogenband Zwemstadion, Eindhoven Scheidsrechters: Philip Uhlig (GER), Maxim Gerasimov (GBR) |
| 7 januari 2024 12:00 | verslag | Scores in periodes: 6–2, 4–2, 6–2, 7–2 |       |                | Pieter van den Hoogenband Zwemstadion, Eindhoven Scheidsrechters: Philip Uhlig (GER), Maxim Gerasimov (GBR) |
| 7 januari 2024 12:00 | verslag | Mešterová, Sedláková 5                 | Goals | vier spelers 2 | Pieter van den Hoogenband Zwemstadion, Eindhoven Scheidsrechters: Philip Uhlig (GER), Maxim Gerasimov (GBR) |

| 7 januari 2024 13:30 | verslag | Duitsland                              | 6–12  | Verenigd Koninkrijk | Pieter van den Hoogenband Zwemstadion, Eindhoven Scheidsrechters: Nóra Debreceni (HUN), Ivanka Raković (SRB) |
| 7 januari 2024 13:30 | verslag | Scores in periodes: 1–3, 0–3, 3–5, 2–1 |       |                     | Pieter van den Hoogenband Zwemstadion, Eindhoven Scheidsrechters: Nóra Debreceni (HUN), Ivanka Raković (SRB) |
| 7 januari 2024 13:30 | verslag | Vosseberg 2                            | Goals | Falvey, Turner 4    | Pieter van den Hoogenband Zwemstadion, Eindhoven Scheidsrechters: Nóra Debreceni (HUN), Ivanka Raković (SRB) |

## Plaatsingswedstrijden

### Wedstrijdschema plaatsen 13 t/m 16
|  | Halve finales plaatsen 13–16 | Halve finales plaatsen 13–16 |                  |    | Vijftiende plaats | Vijftiende plaats |
|  |                              |                              |                  |    |                   |                   |
|  | 8 januari                    |                              |                  |    |                   |                   |
|  |                              |                              |                  |    |                   |                   |
|  | Roemenië                     | 18                           |                  |    |                   |                   |
|  | Roemenië                     | 18                           | 9 januari        |    |                   |                   |
|  | Bulgarije                    | 6                            |                  |    |                   |                   |
|  | Bulgarije                    | 6                            | Roemenië         | 3  |                   |                   |
|  | 8 januari                    |                              | Roemenië         | 3  |                   |                   |
|  |                              | Turkije                      | 7                |    |                   |                   |
|  | Slowakije                    | Turkije                      | 7                | 10 |                   |                   |
|  | Slowakije                    |                              |                  | 10 |                   |                   |
|  | Turkije                      | 13                           |                  |    |                   |                   |
|  | Turkije                      | 13                           | Dertiende plaats |    |                   |                   |
|  |                              |                              |                  |    |                   |                   |
|  | 9 januari                    |                              |                  |    |                   |                   |
|  |                              |                              |                  |    |                   |                   |
|  | Bulgarije                    | 10                           |                  |    |                   |                   |
|  | Bulgarije                    | 10                           |                  |    |                   |                   |
|  | Slowakije                    | 18                           |                  |    |                   |                   |

#### Halve finales plaatsen 13 t/m 16
| 8 januari 2024 12:00 | verslag | Slowakije                              | 10–13 | Turkije | Pieter van den Hoogenband Zwemstadion, Eindhoven Scheidsrechters: Maxim Gerasimov (GBR), Vyacheslav Byelyevtsov (UKR) |
| 8 januari 2024 12:00 | verslag | Scores in periodes: 5–2, 1–4, 2–3, 2–4 |       |         | Pieter van den Hoogenband Zwemstadion, Eindhoven Scheidsrechters: Maxim Gerasimov (GBR), Vyacheslav Byelyevtsov (UKR) |
| 8 januari 2024 12:00 | verslag | Mešterová 3                            | Goals | Kuş 6   | Pieter van den Hoogenband Zwemstadion, Eindhoven Scheidsrechters: Maxim Gerasimov (GBR), Vyacheslav Byelyevtsov (UKR) |

| 8 januari 2024 13:30 | verslag | Bulgarije                              | 6–18  | Roemenië  | Pieter van den Hoogenband Zwemstadion, Eindhoven Scheidsrechters: Ivanka Raković (SRB), Ivo Mareš (CZE) |
| 8 januari 2024 13:30 | verslag | Scores in periodes: 1–6, 2–7, 2–3, 1–2 |       |           | Pieter van den Hoogenband Zwemstadion, Eindhoven Scheidsrechters: Ivanka Raković (SRB), Ivo Mareš (CZE) |
| 8 januari 2024 13:30 | verslag | Gesheva, Rumenova 2                    | Goals | Olteanu 7 | Pieter van den Hoogenband Zwemstadion, Eindhoven Scheidsrechters: Ivanka Raković (SRB), Ivo Mareš (CZE) |

#### Wedstrijd om de 15e plaats
| 9 januari 2024 09:00 | verslag | Slowakije                              | 18–10 | Bulgarije   | Pieter van den Hoogenband Zwemstadion, Eindhoven Scheidsrechters: Ioana Feica-Prodan (ROU), Vyacheslav Byelyevtsov (UKR) |
| 9 januari 2024 09:00 | verslag | Scores in periodes: 5–3, 4–1, 5–3, 4–3 |       |             | Pieter van den Hoogenband Zwemstadion, Eindhoven Scheidsrechters: Ioana Feica-Prodan (ROU), Vyacheslav Byelyevtsov (UKR) |
| 9 januari 2024 09:00 | verslag | Kačková, Sedláková 4                   | Goals | Dimitrova 4 | Pieter van den Hoogenband Zwemstadion, Eindhoven Scheidsrechters: Ioana Feica-Prodan (ROU), Vyacheslav Byelyevtsov (UKR) |

#### Wedstrijd om de 13e plaats
| 9 januari 2024 10:30 | verslag | Turkije                                | 7–3   | Roemenië  | Pieter van den Hoogenband Zwemstadion, Eindhoven Scheidsrechters: Anne Grandin (FRA), Ivo Mareš (CZE) |
| 9 januari 2024 10:30 | verslag | Scores in periodes: 1–0, 2–0, 2–0, 2–3 |       |           | Pieter van den Hoogenband Zwemstadion, Eindhoven Scheidsrechters: Anne Grandin (FRA), Ivo Mareš (CZE) |
| 9 januari 2024 10:30 | verslag | Kuş 3                                  | Goals | Olteanu 2 | Pieter van den Hoogenband Zwemstadion, Eindhoven Scheidsrechters: Anne Grandin (FRA), Ivo Mareš (CZE) |

### Wedstrijdschema plaatsen 9 t/m 12
|  | Halve finales plaatsen 9–12 | Halve finales plaatsen 9–12 |              |    | Negende plaats | Negende plaats |
|  |                             |                             |              |    |                |                |
|  | 9 januari                   |                             |              |    |                |                |
|  |                             |                             |              |    |                |                |
|  | Israël                      | 18                          |              |    |                |                |
|  | Israël                      | 18                          | 11 januari   |    |                |                |
|  | Tsjechië                    | 5                           |              |    |                |                |
|  | Tsjechië                    | 5                           | Israël       | 13 |                |                |
|  | 9 januari                   |                             | Israël       | 13 |                |                |
|  |                             | Servië                      | 12           |    |                |                |
|  | Servië                      | Servië                      | 12           | 12 |                |                |
|  | Servië                      |                             |              | 12 |                |                |
|  | Duitsland                   | 11                          |              |    |                |                |
|  | Duitsland                   | 11                          | Elfde plaats |    |                |                |
|  |                             |                             |              |    |                |                |
|  | 11 januari                  |                             |              |    |                |                |
|  |                             |                             |              |    |                |                |
|  | Tsjechië                    | 12                          |              |    |                |                |
|  | Tsjechië                    | 12                          |              |    |                |                |
|  | Duitsland                   | 15                          |              |    |                |                |

#### Halve finales plaatsen 9 t/m 12
| 9 januari 2024 12:00 | verslag | Servië                                 | 12–11 | Duitsland | Pieter van den Hoogenband Zwemstadion, Eindhoven Scheidsrechters: Maria Daskalopoulou (GRE), İlkin Çakmakoğlu (TUR) |
| 9 januari 2024 12:00 | verslag | Scores in periodes: 5–1, 2–4, 3–5, 2–1 |       |           | Pieter van den Hoogenband Zwemstadion, Eindhoven Scheidsrechters: Maria Daskalopoulou (GRE), İlkin Çakmakoğlu (TUR) |
| 9 januari 2024 12:00 | verslag | vijf spelers 2                         | Goals | Plotz 4   | Pieter van den Hoogenband Zwemstadion, Eindhoven Scheidsrechters: Maria Daskalopoulou (GRE), İlkin Çakmakoğlu (TUR) |

| 9 januari 2024 13:30 | verslag | Israël                                 | 18–5  | Tsjechië | Pieter van den Hoogenband Zwemstadion, Eindhoven Scheidsrechters: Maxim Gerasimov (GBR), Aleksandar Nestorov (BUL) |
| 9 januari 2024 13:30 | verslag | Scores in periodes: 3–3, 4–0, 4–1, 7–1 |       |          | Pieter van den Hoogenband Zwemstadion, Eindhoven Scheidsrechters: Maxim Gerasimov (GBR), Aleksandar Nestorov (BUL) |
| 9 januari 2024 13:30 | verslag | Bogachenko 7                           | Goals | Holá 2   | Pieter van den Hoogenband Zwemstadion, Eindhoven Scheidsrechters: Maxim Gerasimov (GBR), Aleksandar Nestorov (BUL) |

#### Wedstrijd om de 11e plaats
| 11 januari 2024 12:00 | verslag | Duitsland                              | 15–12 | Tsjechië       | Pieter van den Hoogenband Zwemstadion, Eindhoven Scheidsrechters: Sara Kontek (CRO), Vyacheslav Byelyevtsov (UKR) |
| 11 januari 2024 12:00 | verslag | Scores in periodes: 3–4, 3–4, 3–3, 6–1 |       |                | Pieter van den Hoogenband Zwemstadion, Eindhoven Scheidsrechters: Sara Kontek (CRO), Vyacheslav Byelyevtsov (UKR) |
| 11 januari 2024 12:00 | verslag | G. Deike, Vosseberg 5                  | Goals | vier spelers 2 | Pieter van den Hoogenband Zwemstadion, Eindhoven Scheidsrechters: Sara Kontek (CRO), Vyacheslav Byelyevtsov (UKR) |

#### Wedstrijd om de 9e plaats
| 11 januari 2024 13:30 | verslag | Servië                                 | 12–13 | Israël       | Pieter van den Hoogenband Zwemstadion, Eindhoven Scheidsrechters: Martina Kuníková (SVK), Anne Grandin (FRA) |
| 11 januari 2024 13:30 | verslag | Scores in periodes: 3–3, 4–1, 2–4, 3–5 |       |              | Pieter van den Hoogenband Zwemstadion, Eindhoven Scheidsrechters: Martina Kuníková (SVK), Anne Grandin (FRA) |
| 11 januari 2024 13:30 | verslag | vijf spelers 2                         | Goals | Bogachenko 4 | Pieter van den Hoogenband Zwemstadion, Eindhoven Scheidsrechters: Martina Kuníková (SVK), Anne Grandin (FRA) |

## Knock-outfase
|  | Play-offs                 | Play-offs   |                     |    | Kwartfinale  | Kwartfinale  |   |  | Halve finale | Halve finale |  |  | Finale | Finale |
|  |                           |             |                     |    |              |              |   |  |              |              |  |  |        |        |
|  |                           |             |                     |    |              |              |   |  |              |              |  |  |        |        |
|  |                           |             |                     |    |              |              |   |  |              |              |  |  |        |        |
|  |                           |             |                     |    |              |              |   |  |              |              |  |  |        |        |
|  | 9 januari                 |             |                     |    |              |              |   |  |              |              |  |  |        |        |
|  |                           |             |                     |    |              |              |   |  |              |              |  |  |        |        |
|  | Nederland                 | 25          |                     |    |              |              |   |  |              |              |  |  |        |        |
|  | Nederland                 | 25          | 8 januari           |    |              |              |   |  |              |              |  |  |        |        |
|  |                           |             | Verenigd Koninkrijk | 6  |              |              |   |  |              |              |  |  |        |        |
|  | Israël                    | 9 (4)       | Verenigd Koninkrijk | 6  |              |              |   |  |              |              |  |  |        |        |
|  | Israël                    | 9 (4)       | 11 januari          |    |              |              |   |  |              |              |  |  |        |        |
|  | Verenigd Koninkrijk (PSO) | 9 (5)       |                     |    |              |              |   |  |              |              |  |  |        |        |
|  | Verenigd Koninkrijk (PSO) | 9 (5)       | Nederland           | 7  |              |              |   |  |              |              |  |  |        |        |
|  |                           |             | Nederland           | 7  |              |              |   |  |              |              |  |  |        |        |
|  |                           | Italië      | 6                   |    |              |              |   |  |              |              |  |  |        |        |
|  |                           | Italië      | 6                   |    |              |              |   |  |              |              |  |  |        |        |
|  | 9 januari                 |             |                     |    |              |              |   |  |              |              |  |  |        |        |
|  |                           |             |                     |    |              |              |   |  |              |              |  |  |        |        |
|  | Italië                    | 12          |                     |    |              |              |   |  |              |              |  |  |        |        |
|  | Italië                    | 12          | 8 januari           |    |              |              |   |  |              |              |  |  |        |        |
|  |                           |             | Hongarije           | 11 |              |              |   |  |              |              |  |  |        |        |
|  | Hongarije                 | 27          | Hongarije           | 11 |              |              |   |  |              |              |  |  |        |        |
|  | Hongarije                 | 27          | 13 januari          |    |              |              |   |  |              |              |  |  |        |        |
|  | Tsjechië                  | 4           |                     |    |              |              |   |  |              |              |  |  |        |        |
|  | Tsjechië                  | 4           | Nederland           | 8  |              |              |   |  |              |              |  |  |        |        |
|  |                           |             | Nederland           | 8  |              |              |   |  |              |              |  |  |        |        |
|  |                           | Spanje      | 7                   |    |              |              |   |  |              |              |  |  |        |        |
|  |                           | Spanje      | 7                   |    |              |              |   |  |              |              |  |  |        |        |
|  | 9 januari                 |             |                     |    |              |              |   |  |              |              |  |  |        |        |
|  |                           |             |                     |    |              |              |   |  |              |              |  |  |        |        |
|  | Spanje                    | 17          |                     |    |              |              |   |  |              |              |  |  |        |        |
|  | Spanje                    | 17          | 8 januari           |    |              |              |   |  |              |              |  |  |        |        |
|  |                           |             | Kroatië             | 6  |              |              |   |  |              |              |  |  |        |        |
|  | Kroatië                   | 11          | Kroatië             | 6  |              |              |   |  |              |              |  |  |        |        |
|  | Kroatië                   | 11          | 11 januari          |    |              |              |   |  |              |              |  |  |        |        |
|  | Servië                    | 8           |                     |    |              |              |   |  |              |              |  |  |        |        |
|  | Servië                    | 8           | Spanje              | 13 |              |              |   |  |              |              |  |  |        |        |
|  |                           |             | Spanje              | 13 |              |              |   |  |              |              |  |  |        |        |
|  |                           | Griekenland | 5                   |    | Troostfinale | Troostfinale |   |  |              |              |  |  |        |        |
|  |                           | Griekenland | 5                   |    | Troostfinale | Troostfinale |   |  |              |              |  |  |        |        |
|  | 9 januari                 | 9 januari   |                     |    | 13 januari   | 13 januari   |   |  |              |              |  |  |        |        |
|  | 9 januari                 | 9 januari   |                     |    | 13 januari   | 13 januari   |   |  |              |              |  |  |        |        |
|  | Griekenland               | 15          | Italië              | 6  |              |              |   |  |              |              |  |  |        |        |
|  | Griekenland               | 15          | Italië              | 6  | 8 januari    |              |   |  |              |              |  |  |        |        |
|  |                           |             | Frankrijk           | 7  |              | Griekenland  | 7 |  |              |              |  |  |        |        |
|  | Frankrijk                 | 14          | Frankrijk           | 7  |              | Griekenland  | 7 |  |              |              |  |  |        |        |
|  | Frankrijk                 | 14          |                     |    |              |              |   |  |              |              |  |  |        |        |
|  | Duitsland                 | 6           |                     |    |              |              |   |  |              |              |  |  |        |        |
|  | Duitsland                 | 6           |                     |    |              |              |   |  |              |              |  |  |        |        |

### Play-offs
| 8 januari 2024 16:00 | verslag | Kroatië                                | 11–8  | Servië      | Pieter van den Hoogenband Zwemstadion, Eindhoven Scheidsrechters: Diana Dutilh (NED), Nóra Debreceni (HUN) |
| 8 januari 2024 16:00 | verslag | Scores in periodes: 2–3, 2–3, 2–1, 5–1 |       |             | Pieter van den Hoogenband Zwemstadion, Eindhoven Scheidsrechters: Diana Dutilh (NED), Nóra Debreceni (HUN) |
| 8 januari 2024 16:00 | verslag | Butić 4                                | Goals | Milićević 4 | Pieter van den Hoogenband Zwemstadion, Eindhoven Scheidsrechters: Diana Dutilh (NED), Nóra Debreceni (HUN) |

| 8 januari 2024 17:30 | verslag | Israël                                            | 13–14 | Verenigd Koninkrijk | Pieter van den Hoogenband Zwemstadion, Eindhoven Scheidsrechters: Radosław Koryzna (POL), Philip Uhlig (GER) |
| 8 januari 2024 17:30 | verslag | Scores in periodes: 3–3, 2–2, 3–3, 1–1 . PSO: 4–5 |       |                     | Pieter van den Hoogenband Zwemstadion, Eindhoven Scheidsrechters: Radosław Koryzna (POL), Philip Uhlig (GER) |
| 8 januari 2024 17:30 | verslag | Kordonskaia, Sasover 2                            | Goals | Falvey 3            | Pieter van den Hoogenband Zwemstadion, Eindhoven Scheidsrechters: Radosław Koryzna (POL), Philip Uhlig (GER) |

| 8 januari 2024 19:00 | verslag | Frankrijk                              | 14–6  | Duitsland | Pieter van den Hoogenband Zwemstadion, Eindhoven Scheidsrechters: Alessia Ferrari (ITA), Martina Kuníková (SVK) |
| 8 januari 2024 19:00 | verslag | Scores in periodes: 4–1, 5–2, 4–2, 1–1 |       |           | Pieter van den Hoogenband Zwemstadion, Eindhoven Scheidsrechters: Alessia Ferrari (ITA), Martina Kuníková (SVK) |
| 8 januari 2024 19:00 | verslag | Bouloukbachi 5                         | Goals | Rieck 3   | Pieter van den Hoogenband Zwemstadion, Eindhoven Scheidsrechters: Alessia Ferrari (ITA), Martina Kuníková (SVK) |

| 8 januari 2024 20:30 | verslag | Hongarije                              | 27–4  | Tsjechië  | Pieter van den Hoogenband Zwemstadion, Eindhoven Scheidsrechters: Anne Grandin (FRA), İlkin Çakmakoğlu (TUR) |
| 8 januari 2024 20:30 | verslag | Scores in periodes: 7–2, 6–2, 8–0, 6–0 |       |           | Pieter van den Hoogenband Zwemstadion, Eindhoven Scheidsrechters: Anne Grandin (FRA), İlkin Çakmakoğlu (TUR) |
| 8 januari 2024 20:30 | verslag | 3 spelers 4                            | Goals | Hlavatá 2 | Pieter van den Hoogenband Zwemstadion, Eindhoven Scheidsrechters: Anne Grandin (FRA), İlkin Çakmakoğlu (TUR) |

### Kwartfinales
| 9 januari 2024 16:00 | verslag | Spanje                                 | 17–6  | Kroatië | Pieter van den Hoogenband Zwemstadion, Eindhoven Scheidsrechters: Radoslaw Koryzna (POL), Philip Uhlig (GER) |
| 9 januari 2024 16:00 | verslag | Scores in periodes: 5–2, 4–3, 3–0, 5–1 |       |         | Pieter van den Hoogenband Zwemstadion, Eindhoven Scheidsrechters: Radoslaw Koryzna (POL), Philip Uhlig (GER) |
| 9 januari 2024 16:00 | verslag | Peña Carrasco, Camus Amorós 4          | Goals | Rožić 2 | Pieter van den Hoogenband Zwemstadion, Eindhoven Scheidsrechters: Radoslaw Koryzna (POL), Philip Uhlig (GER) |

| 9 januari 2024 17:30 | verslag | Nederland                              | 25–6  | Verenigd Koninkrijk | Pieter van den Hoogenband Zwemstadion, Eindhoven Scheidsrechters: Ivanka Raković Krstonošić (SRB), Sara Kontek (CRO) |
| 9 januari 2024 17:30 | verslag | Scores in periodes: 7–1, 8–2, 3–1, 7–2 |       |                     | Pieter van den Hoogenband Zwemstadion, Eindhoven Scheidsrechters: Ivanka Raković Krstonošić (SRB), Sara Kontek (CRO) |
| 9 januari 2024 17:30 | verslag | L. Rogge 5                             | Goals | Perkins, Turner 2   | Pieter van den Hoogenband Zwemstadion, Eindhoven Scheidsrechters: Ivanka Raković Krstonošić (SRB), Sara Kontek (CRO) |

| 9 januari 2024 19:00 | verslag | Griekenland                            | 15–7  | Frankrijk | Pieter van den Hoogenband Zwemstadion, Eindhoven Scheidsrechters: Diana Dutilh (NED), Martina Kuníková (SVK) |
| 9 januari 2024 19:00 | verslag | Scores in periodes: 3–1, 3–4, 4–1, 5–1 |       |           | Pieter van den Hoogenband Zwemstadion, Eindhoven Scheidsrechters: Diana Dutilh (NED), Martina Kuníková (SVK) |
| 9 januari 2024 19:00 | verslag | Ninou 4                                | Goals | Daulé 2   | Pieter van den Hoogenband Zwemstadion, Eindhoven Scheidsrechters: Diana Dutilh (NED), Martina Kuníková (SVK) |

| 9 januari 2024 20:30 | verslag | Italië                                 | 12–11 | Hongarije | Pieter van den Hoogenband Zwemstadion, Eindhoven Scheidsrechters: Juan Carlos Colominas (ESP), Matan Schwartz (ISR) |
| 9 januari 2024 20:30 | verslag | Scores in periodes: 4–2, 3–3, 4–4, 1–2 |       |           | Pieter van den Hoogenband Zwemstadion, Eindhoven Scheidsrechters: Juan Carlos Colominas (ESP), Matan Schwartz (ISR) |
| 9 januari 2024 20:30 | verslag | Bianconi 4                             | Goals | Garda 4   | Pieter van den Hoogenband Zwemstadion, Eindhoven Scheidsrechters: Juan Carlos Colominas (ESP), Matan Schwartz (ISR) |

### Wedstrijdschema plaatsen 5 t/m 8
|  | Halve finales plaatsen 5–8 | Halve finales plaatsen 5–8 |                |    | Vijfde plaats | Vijfde plaats |
|  |                            |                            |                |    |               |               |
|  | 11 januari                 |                            |                |    |               |               |
|  |                            |                            |                |    |               |               |
|  | Verenigd Koninkrijk        | 5                          |                |    |               |               |
|  | Verenigd Koninkrijk        | 5                          | 13 januari     |    |               |               |
|  | Hongarije                  | 21                         |                |    |               |               |
|  | Hongarije                  | 21                         | Hongarije      | 14 |               |               |
|  | 11 januari                 |                            | Hongarije      | 14 |               |               |
|  |                            | Frankrijk                  | 3              |    |               |               |
|  | Kroatië                    | Frankrijk                  | 3              | 10 |               |               |
|  | Kroatië                    |                            |                | 10 |               |               |
|  | Frankrijk                  | 12                         |                |    |               |               |
|  | Frankrijk                  | 12                         | Zevende plaats |    |               |               |
|  |                            |                            |                |    |               |               |
|  | 13 januari                 |                            |                |    |               |               |
|  |                            |                            |                |    |               |               |
|  | Verenigd Koninkrijk        | 11                         |                |    |               |               |
|  | Verenigd Koninkrijk        | 11                         |                |    |               |               |
|  | Kroatië                    | 9                          |                |    |               |               |

#### Halve finales plaatsen 5 t/m 8
| 11 januari 2024 16:00 | verslag | Kroatië                                | 10–12 | Frankrijk          | Pieter van den Hoogenband Zwemstadion, Eindhoven Scheidsrechters: Alessia Ferrari (ITA), Juan Carlos Colominas (ESP) |
| 11 januari 2024 16:00 | verslag | Scores in periodes: 3–3, 2–3, 2–4, 3–2 |       |                    | Pieter van den Hoogenband Zwemstadion, Eindhoven Scheidsrechters: Alessia Ferrari (ITA), Juan Carlos Colominas (ESP) |
| 11 januari 2024 16:00 | verslag | Butić 4                                | Goals | Hertzka, Vernoux 3 | Pieter van den Hoogenband Zwemstadion, Eindhoven Scheidsrechters: Alessia Ferrari (ITA), Juan Carlos Colominas (ESP) |

| 11 januari 2024 17:30 | verslag | Verenigd Koninkrijk                    | 5–21  | Hongarije    | Pieter van den Hoogenband Zwemstadion, Eindhoven Scheidsrechters: Diana Dutilh (NED), Ivo Mareš (CZE) |
| 11 januari 2024 17:30 | verslag | Scores in periodes: 1–7, 1–4, 1–4, 2–6 |       |              | Pieter van den Hoogenband Zwemstadion, Eindhoven Scheidsrechters: Diana Dutilh (NED), Ivo Mareš (CZE) |
| 11 januari 2024 17:30 | verslag | Rogers 2                               | Goals | Keszthelyi 5 | Pieter van den Hoogenband Zwemstadion, Eindhoven Scheidsrechters: Diana Dutilh (NED), Ivo Mareš (CZE) |

#### Wedstrijd om de 7e plaats
| 13 januari 2024 16:00 | verslag | Kroatië                                | 9–11  | Verenigd Koninkrijk | Pieter van den Hoogenband Zwemstadion, Eindhoven Scheidsrechters: Alessia Ferrari (ITA), Maria Daskalopoulou (GRE) |
| 13 januari 2024 16:00 | verslag | Scores in periodes: 2–1, 2–1, 4–5, 1–4 |       |                     | Pieter van den Hoogenband Zwemstadion, Eindhoven Scheidsrechters: Alessia Ferrari (ITA), Maria Daskalopoulou (GRE) |
| 13 januari 2024 16:00 | verslag | Butić 3                                | Goals | Turner 4            | Pieter van den Hoogenband Zwemstadion, Eindhoven Scheidsrechters: Alessia Ferrari (ITA), Maria Daskalopoulou (GRE) |

#### Wedstrijd om de 5e plaats
| 13 januari 2024 17:30 | verslag | Frankrijk                              | 3–14  | Hongarije    | Pieter van den Hoogenband Zwemstadion, Eindhoven Scheidsrechters: Ivanka Raković Krstonošić (SRB), Radosław Koryzna (POL) |
| 13 januari 2024 17:30 | verslag | Scores in periodes: 1–5, 0–4, 0–2, 2–3 |       |              | Pieter van den Hoogenband Zwemstadion, Eindhoven Scheidsrechters: Ivanka Raković Krstonošić (SRB), Radosław Koryzna (POL) |
| 13 januari 2024 17:30 | verslag | drie spelers                           | Goals | Keszthelyi 6 | Pieter van den Hoogenband Zwemstadion, Eindhoven Scheidsrechters: Ivanka Raković Krstonošić (SRB), Radosław Koryzna (POL) |

### Halve finales
| 11 januari 2024 19:00 | verslag | Spanje                                 | 13–5  | Griekenland | Pieter van den Hoogenband Zwemstadion, Eindhoven Scheidsrechters: Matan Schwartz (ISR), Nóra Debreceni (HUN) |
| 11 januari 2024 19:00 | verslag | Scores in periodes: 4–1, 1–1, 4–1, 4–2 |       |             | Pieter van den Hoogenband Zwemstadion, Eindhoven Scheidsrechters: Matan Schwartz (ISR), Nóra Debreceni (HUN) |
| 11 januari 2024 19:00 | verslag | Forca 3                                | Goals | Xenaki 3    | Pieter van den Hoogenband Zwemstadion, Eindhoven Scheidsrechters: Matan Schwartz (ISR), Nóra Debreceni (HUN) |

| 11 januari 2024 20:30 | verslag | Nederland                              | 7–6   | Italië        | Pieter van den Hoogenband Zwemstadion, Eindhoven Scheidsrechters: Radosław Koryzna (POL), Philip Uhlig (GER) |
| 11 januari 2024 20:30 | verslag | Scores in periodes: 1–1, 2–2, 2–2, 2–1 |       |               | Pieter van den Hoogenband Zwemstadion, Eindhoven Scheidsrechters: Radosław Koryzna (POL), Philip Uhlig (GER) |
| 11 januari 2024 20:30 | verslag | drie spelers 2                         | Goals | zes spelers 1 | Pieter van den Hoogenband Zwemstadion, Eindhoven Scheidsrechters: Radosław Koryzna (POL), Philip Uhlig (GER) |

### Wedstrijd om de 3e plaats
| 13 januari 2024 19:00 | verslag | Griekenland                            | 7–6   | Italië     | Pieter van den Hoogenband Zwemstadion, Eindhoven Scheidsrechters: Diana Dutilh (NED), Juan Carlos Colominas (ESP) |
| 13 januari 2024 19:00 | verslag | Scores in periodes: 3–1, 1–0, 1–1, 2–4 |       |            | Pieter van den Hoogenband Zwemstadion, Eindhoven Scheidsrechters: Diana Dutilh (NED), Juan Carlos Colominas (ESP) |
| 13 januari 2024 19:00 | verslag | Asimaki 2                              | Goals | Bianconi 2 | Pieter van den Hoogenband Zwemstadion, Eindhoven Scheidsrechters: Diana Dutilh (NED), Juan Carlos Colominas (ESP) |

### Finale
| 13 januari 2024 20:30 | verslag | Spanje                                 | 7–8   | Nederland                | Pieter van den Hoogenband Zwemstadion, Eindhoven Scheidsrechters: Nóra Debreceni (HUN), Matan Schwartz (ISR) |
| 13 januari 2024 20:30 | verslag | Scores in periodes: 2–1, 1–4, 2–1, 2–2 |       |                          | Pieter van den Hoogenband Zwemstadion, Eindhoven Scheidsrechters: Nóra Debreceni (HUN), Matan Schwartz (ISR) |
| 13 januari 2024 20:30 | verslag | Ortiz 2                                | Goals | Joustra, Van der Sloot 2 | Pieter van den Hoogenband Zwemstadion, Eindhoven Scheidsrechters: Nóra Debreceni (HUN), Matan Schwartz (ISR) |

## Eindklassering
| Goud   | Nederland           |
| Zilver | Spanje              |
| Brons  | Griekenland         |
| 4      | Italië              |
| 5      | Hongarije           |
| 6      | Frankrijk           |
| 7      | Verenigd Koninkrijk |
| 8      | Kroatië             |
| 9      | Israël              |
| 10     | Servië              |
| 11     | Duitsland           |
| 12     | Tsjechië            |
| 13     | Turkije             |
| 14     | Roemenië            |
| 15     | Slowakije           |
| 16     | Bulgarije           |

|  | Gekwalificeerd voor de Olympische Spelen 2024 |

| Europees kampioen 2024 · Nederland · 6e titel Selectie: Laura Aarts (doel), Fleurien Bosveld, Sarah Buis (doel), Nina ten Broek, Britt van den Dobbelsteen (doel), Kitty Lynn Joustra, Maartje Keuning, Simone van de Kraats, Lola Moolhuijzen, Lois den Ouden, Maxine Schaap, Vivian Sevenich, Brigitte Sleeking, Sabrina van der Sloot, Bente Rogge, Lieke Rogge, Noa de Vries, Marit van der Weijden, Iris Wolves. Bondscoach: Evangelos Doudesis. |